# Микелсен, Алекс
Алекс Ти Микелсен (англ. Alex T. Michelsen; род. 25 августа 2004, Лагуна-Хилс, Калифорния) — американский теннисист; победитель одного юниорского турнира Большого шлема в парном разряде (Уимблдон-2022).

## Спортивная карьера
В августе 2022 года дебютировал на турнире Большого шлема в парном разряде на Открытом чемпионате США. В паре с Себастьяном Горзны проиграл в первом раунде. В ноябре 2022 года выиграл свой первый титул на ITF Tour в Ист-Лансинге.
В феврале 2023 года дошёл до своего первого финала «Челленджера» в американским Риме, уступив Джордану Томпсону. В марте 2023 года получил квалификационный уайлд-кард на Открытый чемпионат BNP Paribas 2023 в Индиан-Уэлсе. В июне 2023 года дебютировал на турнире ATP на чемпионате Майорки 2023 года в качестве лаки-лузера, уступив в первом раунде Кристоферу Юбэнксу. В июле 2023 года выиграл первый титул претендента в Чикаго, победив в финале Юту Симидзу. В том же месяце вышел в первый финал в туре ATP на открытом турнире Зала славы 2023 года в Ньюпорте, где проиграл второму сеяному Адриану Маннарино.
В августе 2023 года дебютировал на Открытом чемпионате США, получив уайлд-кард. Победил Альберта Рамоса и вышел во второй раунд, где проиграл 23-му сеяному Николасу Ярри. В результате 11 сентября 2023 года достиг нового карьерного максимума — 117-го места в рейтинге.

### 2024
В середине января 2024 года на турнире Большого шлема Открытом чемпионате Австралии в первом круге одиночного разряда победил австралийца Джеймса Маккейба, во втором круге встретился с чехом Иржи Легечкой, которого переиграл в четырёх сетах. В третьем раунде ему противостоял шестой сеянный Александр Зверев, который в трёх сетах обыграл американца.

### 2025
На Открытом чемпионате Австралии Микелсен впервые в карьере дошёл до 4-го раунда турнира Большого шлема. В первом круге Микелсен в 4 сетах переиграл 11-го сеянного Стефаноса Циципаса, а в третьем круге в 3 сетах победил 19-ю ракетку мира Карена Хачанова. В 4-м раунде Микелсен в 3 сетах уступил 8-й ракетке мира Алексу де Минору.

## Рейтинг на конец года
| Год  | Одиночный рейтинг | Парный рейтинг |
| 2024 | 41                | 95             |
| 2023 | 97                | 514            |
| 2022 | 599               | 1019           |

## Выступления на турнирах

### Финалы турнировATPв одиночном разряде (3)

#### Поражения (3)
| Легенда                     |
| --------------------------- |
| Турниры Большого шлема (0)* |
| Итоговый турнир ATP (0)     |
| Мастерс (0)                 |
| АТР 500 (0)                 |
| АТР 250 (0)                 |

| Титулы по покрытиям | Титулы по месту проведения матчей турнира |
| ------------------- | ----------------------------------------- |
| Хард (0)            | Зал (0)                                   |
| Грунт (0)           | Зал (0)                                   |
| Трава (0)           | Открытый воздух (0)                       |
| Ковёр (0)           | Открытый воздух (0)                       |

* количество побед в одиночном разряде.
| №  | Дата            | Турнир              | Покрытие | Соперник в финале | Счёт           |
| 1. | 23 июля 2023    | Ньюпорт, США        | Трава    | Адриан Маннарино  | 2-6 4-6        |
| 2. | 21 июля 2024    | Ньюпорт, США (2)    | Трава    | Маркос Гирон      | 7-6(4) 3-6 5-7 |
| 3. | 24 августа 2024 | Уинстон-Сейлем, США | Хард     | Лоренцо Сонего    | 0-6 3-6        |

### Финалы турнировATPв парном разряде (1)

#### Поражение (1)
| №  | Дата            | Турнир          | Покрытие | Партнёр             | Соперники в финале         | Счёт    |
| 1. | 19 августа 2024 | Цинциннати, США | Хард     | Маккензи Макдональд | Марсело Аревало Мате Павич | 2-6 4-6 |